# Скотт (округ, Індіана)
Шаблон:StateAbbr_ 38°41′ пн. ш. 85°44′ зх. д. / 38.69° пн. ш. 85.74° зх. д.
Округ Скотт (англ. Scott County) — округ (графство) у штаті Індіана, США. Ідентифікатор округу 18143.

## Демографія
За даними перепису
2000 року
загальне населення округу становило 22960 осіб, зокрема міського населення було 11310, а сільського — 11650.
Серед мешканців округу чоловіків було 11397, а жінок — 11563. В окрузі було 8832 домогосподарства, 6495 родин, які мешкали в 9737 будинках.
Середній розмір родини становив 2,99.
Віковий розподіл населення поданий у таблиці:
| Стать    | До 15 років | 15-21 | 22-29 | 30-39 | 40-49 | 50-65 | 65-85 | Понад 85 |
| -------- | ----------- | ----- | ----- | ----- | ----- | ----- | ----- | -------- |
| Чоловіки | 2586        | 1149  | 1257  | 1830  | 1699  | 1806  | 977   | 93       |
| Жінки    | 2438        | 1047  | 1235  | 1795  | 1679  | 1897  | 1287  | 185      |

## Суміжні округи
- Дженнінґс — північ
- Джефферсон — схід
- Кларк — південь
- Вашингтон — захід
- Джексон — північний захід

## Виноски
1. ↑  U.S. Decennial Census. United States Census Bureau. Архів оригіналу за 19 липня 2018. Процитовано 10 липня 2014.
2. ↑  Historical Census Browser. University of Virginia Library. Архів оригіналу за 11 серпня 2012. Процитовано 10 липня 2014.
3. ↑  Population of Counties by Decennial Census: 1900 to 1990. United States Census Bureau. Архів оригіналу за 4 жовтня 2014. Процитовано 10 липня 2014.
4. ↑  Census 2000 PHC-T-4. Ranking Tables for Counties: 1990 and 2000 (PDF). United States Census Bureau. Архів оригіналу (PDF) за 18 грудня 2014. Процитовано 10 липня 2014.
5. ↑  Scott County QuickFacts. Бюро перепису населення США. Архів оригіналу за 18 липня 2011. Процитовано 25 вересня 2011. [Архівовано 2011-06-07 у Wayback Machine.](англ.) Наведено за англійською вікіпедією.
6. ↑  American FactFinder. Бюро перепису населення США. Архів оригіналу за 26 лютого 2012. Процитовано 31 січня 2008. [Архівовано 2008-05-21 у Wayback Machine.]

| США | Це незавершена стаття з географії США. Ви можете допомогти проєкту, виправивши або дописавши її. |